# Bátorligeti Legelő Természetvédelmi Terület

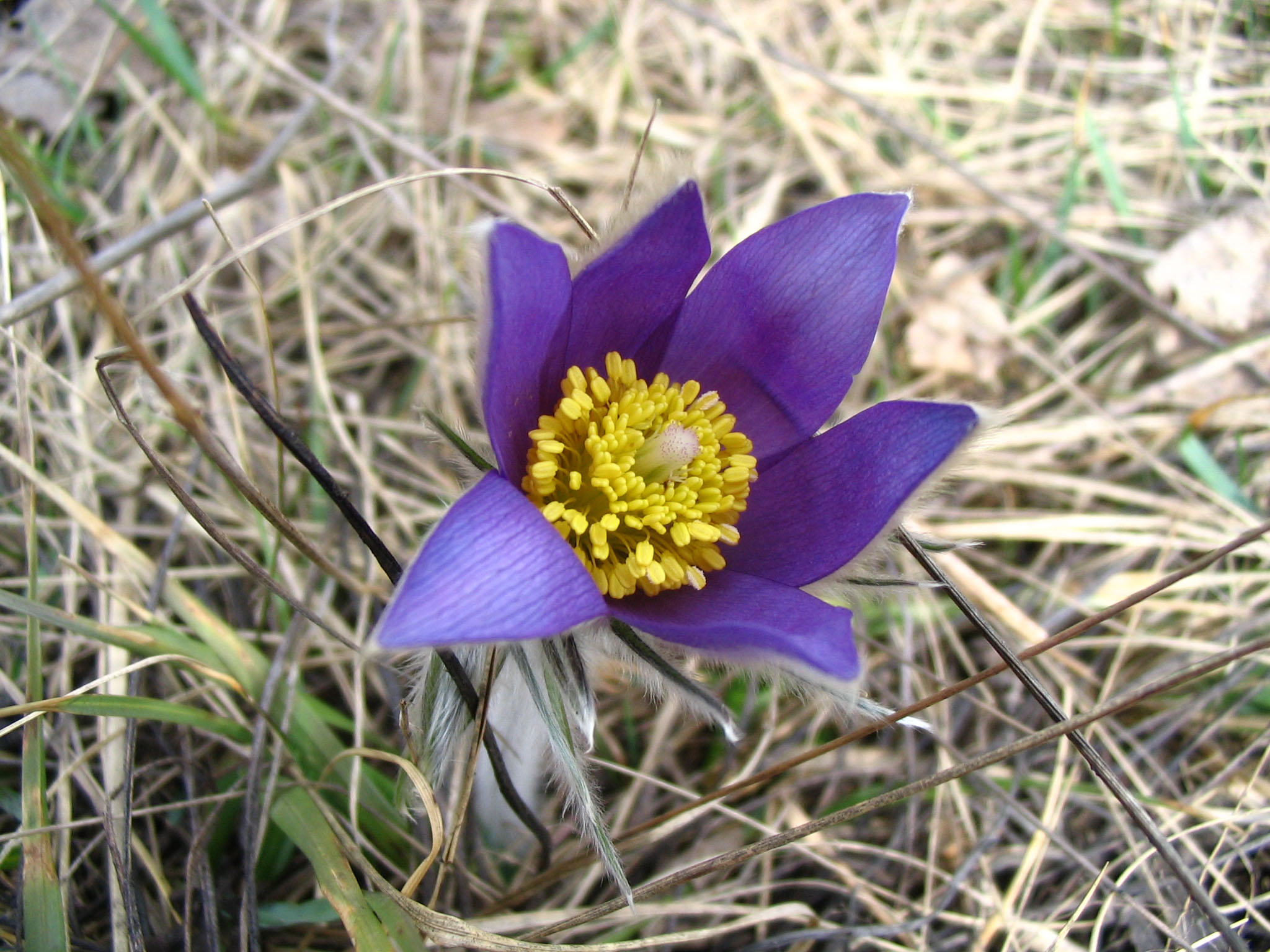
Tátogó kökörcsin (Pulsatilla patens)

A 23 hektárnyi védett Bátorligeti legelő a Nyírség jellegzetességeinek gyűjtőhelye, ahol egy helyen megtalálható a tájegység szinte valamennyi jellegzetessége. A szélfútta füves homokbuckákon homokpusztai gyeptársulások; törpefüves homoki gyepek alakultak ki, egy sereg ritka növényféle társaságában.

## Fekvése

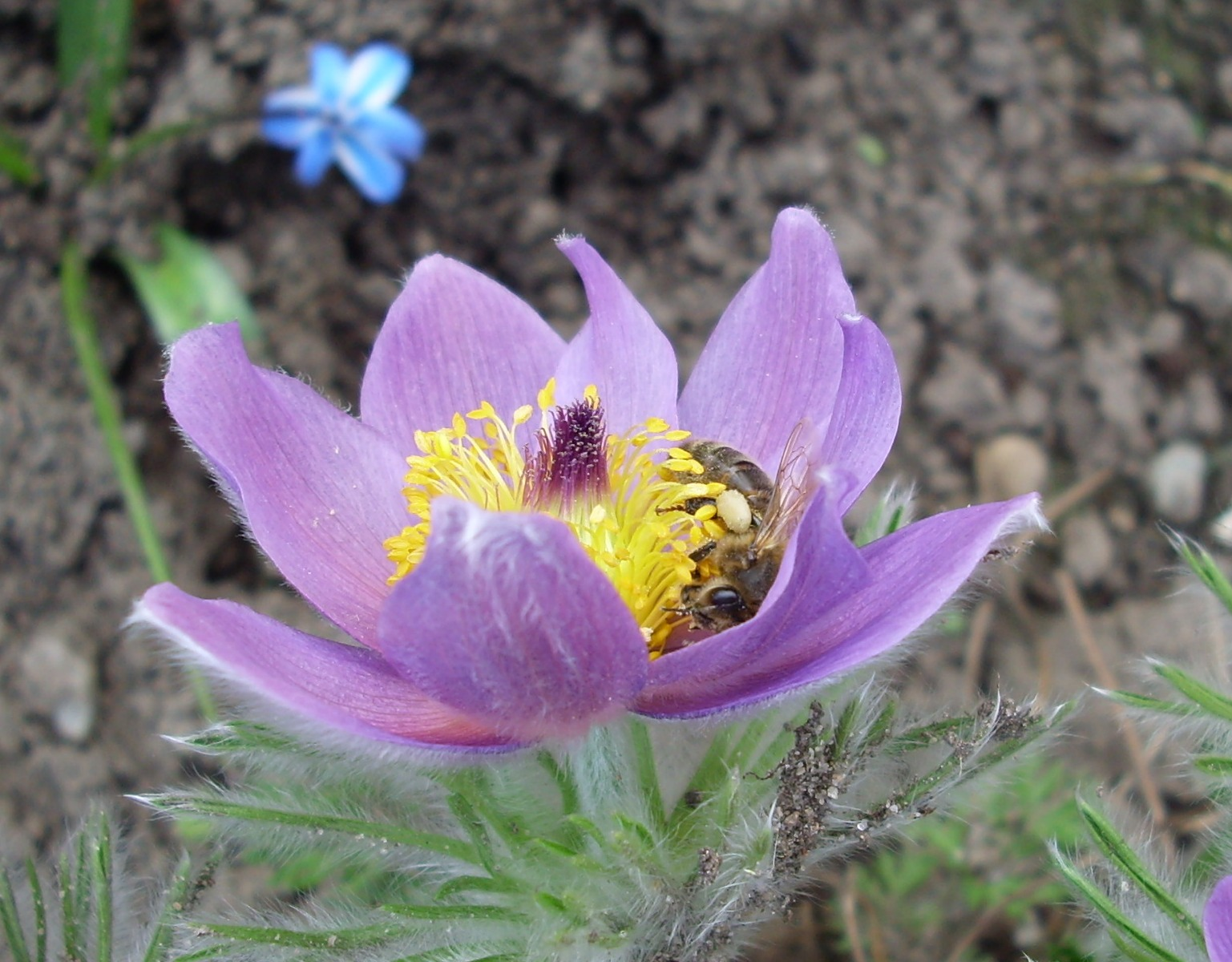
Leánykökörcsin (Pulsatilla grandis)

A bátorligeti legelő Bátorliget mellett, az ősláp szomszédságában húzódó, szelíden lankás homokbuckákon terül el. Az ősláptól nyugatra, Nyírpilis irányában található.

## Jellege
Homokpusztai gyeptársulások, törpefüves homoki gyepek.

## Kialakulása
A Bátorligeti legelő helyén a lankás homokdombokat egykor homoki tölgyerdők borították, a déli lejtőkön elszórtan ezüsthársakkal tűzdelve.
A legeltető állattartás részére területnyerés céljából az itteni erdőket kiirtották, az erdők helyét magasfüves ősgyep társulások foglalták  el, melyek a legeltetés nyomán alacsony, homokpusztai gyeptársulásokká alakultak a száraz meleg homokterületeken.
A gyeptársulások legjellemzőbb faja a veresnadrág csenkesz. A Gyeptársulások között mára már ritkaságszámba menő értékes növényfajták élnek.
Boros Ádám 1929-ben fedezte fel az itteni növényritkaságokat, melyek akkor még tavasz idején végeláthatatlan mezőt alkottak a tájban, mára viszont már a helytelen mezőgazdasági művelés (gyepfeltörések, túlzott műtrágyázás, nem megfelelő legeltetés, kaszálás, akáctelepítés stb) miatt nagyon megfogyatkoztak, szigorú védelemre szorulnak. Boros akkor így írt a vidékről: „…Ezen kis területen a Nyírség összes jellegzetes tájrészletét megtaláljuk, a széleshátú füves buckákat, melyeken tavasszal a világ legpompásabb kökörcsin mezeje virít…”

## Növényvilága

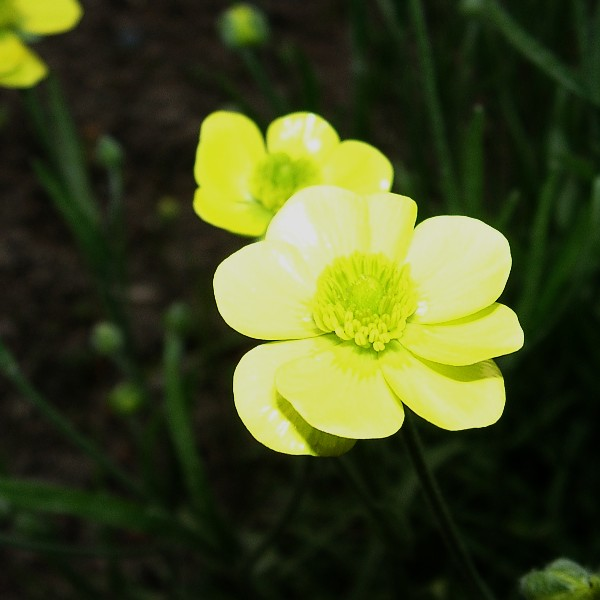
Selymes boglárka

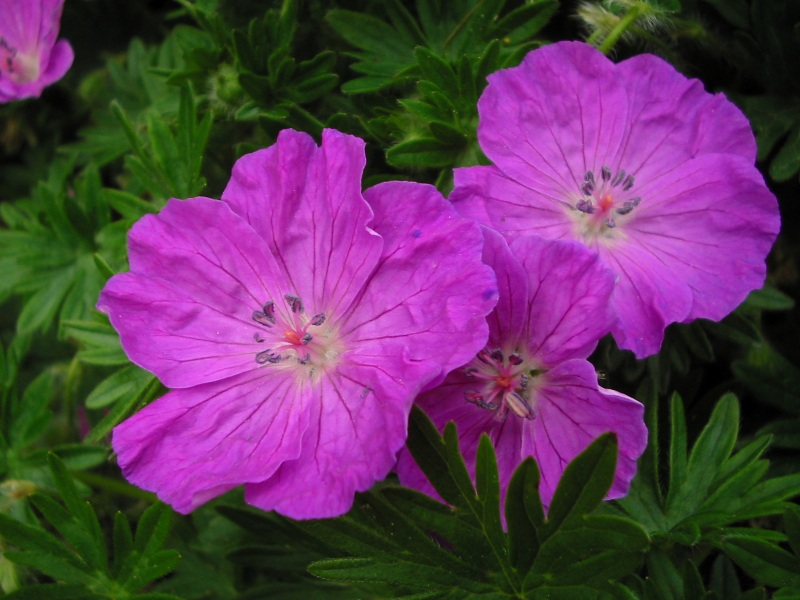
Piros gólyaorr

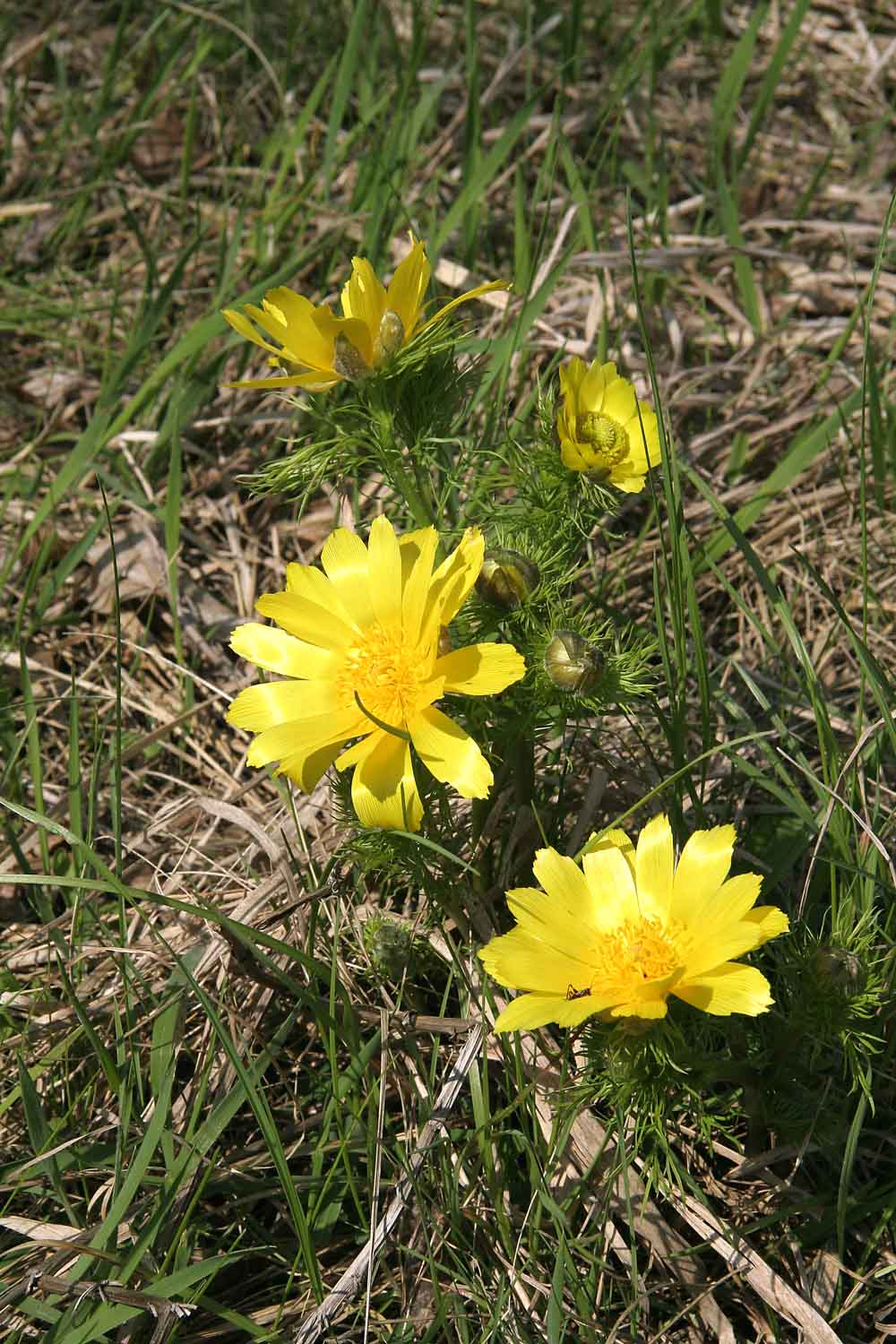
Tavaszi hérics

A Bátorligeti legelő mára már ritkaságszámba menő növénykülönlegességei kora tavasztól (március-április körül) bontogatják szirmaikat, valósággal elborítva a talajt, mint az itt élő három kökörcsinfajta, a héricsek, nőszirmok és még számos ritka faj:
- Tátogó kökörcsin (Pulsatilla patens), sötét ibolyakék virágaival,
- Magyar kökörcsin (Pulsatilla pratensis subsp.hungarica), mely endemikus faj, az észak alföldi homokbuckák bennszülött faja.
- Leánykökörcsin (Pulsatilla grandis), mely a hegyvidéki gyepek jellemzője, itt a Nyírségben kifejezetten ritka fajnak számít.
- Magyar nőszirom (Iris aphylla subsp. hungarica) kárpát-medencei faj, Magyarországon csak az Északi-középhegység-ben és a Nyírségben él. Sötét ibolyaszín virágai a kökörcsin után április-májusban nyílnak.
- Piros gólyaorr (Geranium sarguineum), mely az erdős sztyeppek maradványa.
- Epergyöngyike (Muscari botryoides) szintén erdős sztyeppek maradványához tartozó növény.
- Selymes boglárka (Ranunculus illyricus)
- Tavaszi hérics (Adonis vernalis)

## Állatvilága
Az itt található sokféle rovar, madár, és egyéb állat közül említést érdemel egy-két mára már megritkult, csak itt található, vagy fokozottan védett faj:
- Magyar futrinka (Carabus hungaricus) – fokozottan védett.
- Homoki gyík (Lacerta taurica) – élőhelye megfogyatkozása miatt megritkult.
- Ürge (Citellus citellus) – a homoki legelők jellegzetes rágcsálója.

## Galéria

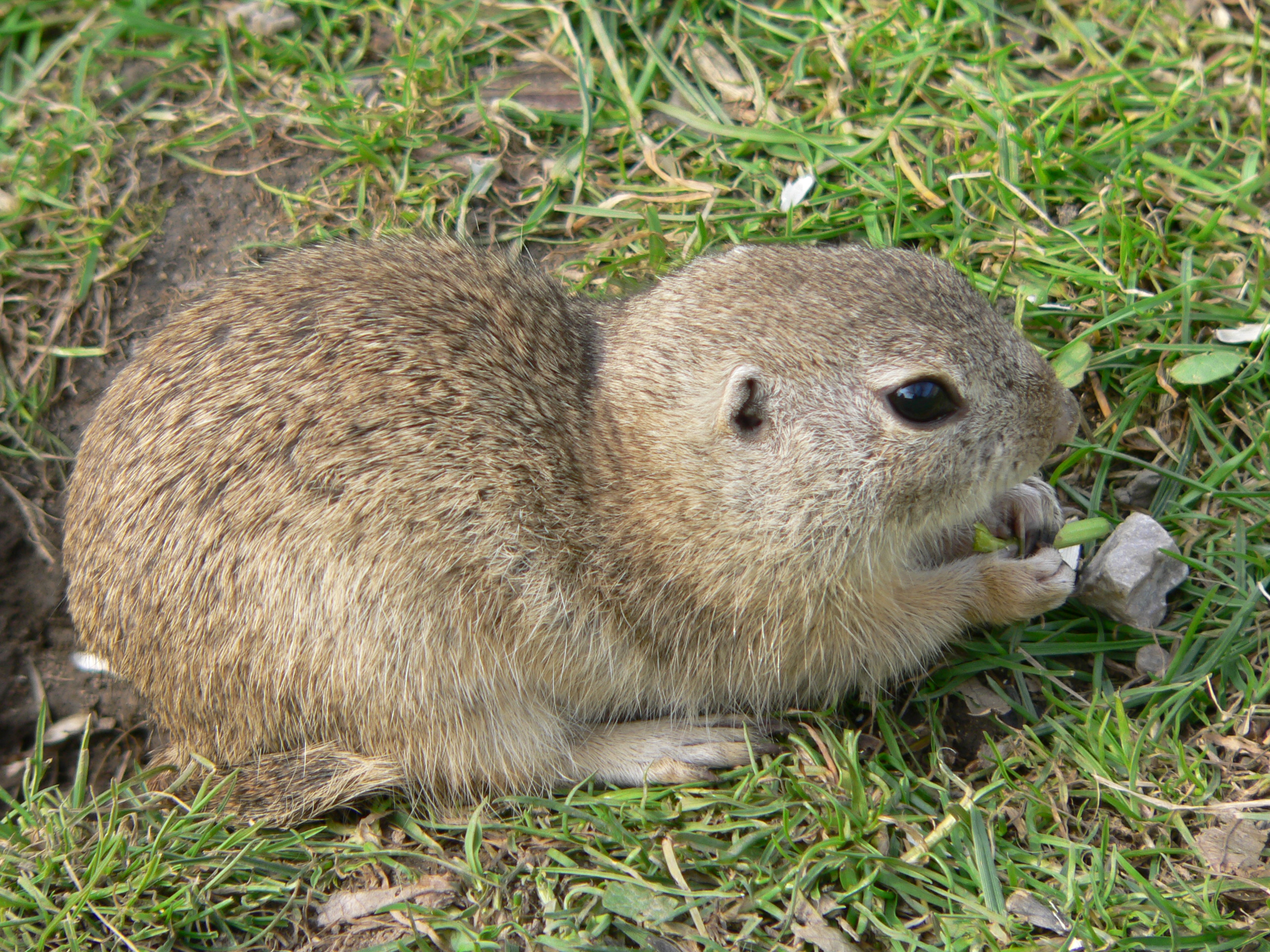
Közönséges ürge
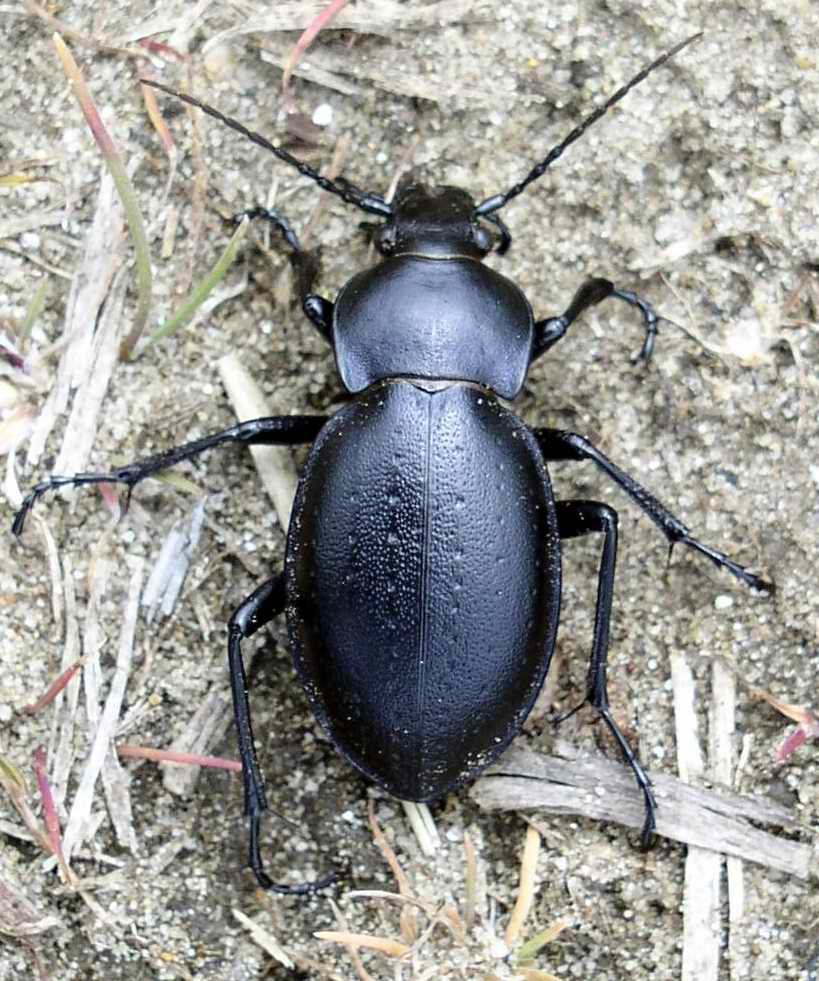
Magyar futrinka
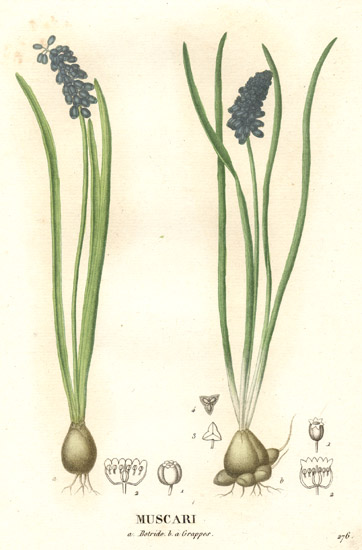
Epergyöngyike
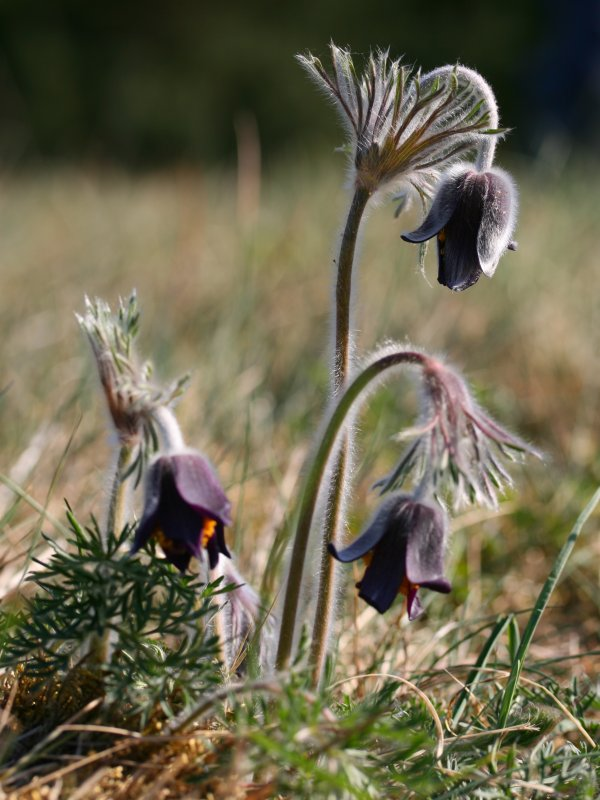
Magyar kökörcsin